# Kižský pogost
Kižský pogost (rusky Кижский погост) je architektonický komplex zapsaný na seznam světového dědictví UNESCO. Nachází se na ostrově Kiži na Oněžském jezeře. Je tvořen dvěma kostely a zvonicí z 18. - 19. století, obehnanými replikou tradiční ohrady pogostů. Na ostrově se také nachází skanzen, zřízený v 60. letech 20. století, do kterého byla převezena celá řada dřevěných památek Karélie.
Slovem pogost se míní v tomto kontextu administrativně-církevní středisko, jaká vznikala v řídce obydlených oblastech ruského severu. Obyvatelstvo zde totiž bylo kvůli tvrdým přírodním podmínkám příliš rozptýleno, než aby mohy vznikat klasické obce, proto vznikaly pogosty, jakési venkovské dvorce, které obyčejně tvořilo pouze pár stavení a které sloužily jako centrum místní komunity.
Slovo kiži pravděpodobně pochází z vepštiny a znamená nejspíše vodní rostliny, rostoucí na dně jezera.

## Historie
Na konci 17. století začal novgorodský podnikatel Semjon Gavrilov zavádět průmyslovou výrobu kovů v Karélii. U Oněžského jezera našel ložisko měděné rudy, a tak zde začal roku 1669 spolu se dvěma dánskými hutníky budovat několik hutí ve vesnicích Šuňga a Kiži. Do konce 17. století již v Kižském pogostu stály 3 takové hutě. Pogost tak získal výrazný impuls k rozvoji, který dal vzniknout unikátní dřevěné architektuře.
Zdejší hutě sloužily zprvu k tavení mědi, avšak kvůli ztrátovosti provozu zde byla nakonec zavedena výroba železa. Místní obyvatelstvo se stavělo ke zřizování hutí krajně nepřátelsky. Vadily jim jednak velké zábory zemědělské půdy a lesů v souvislosti s těžbou rud, jednak zavedení povinnosti pracovat v hutích a také likvidace místních řemeslných zpracovatelů železa. Když chtěli nevolníky odpírající pracovat v hutích přinutit silou, vzbouřili se a pod vedením svého starosty napadli vozky přivážející rudu a osadu vzniklou spolu s hutí. Toto ozbrojené povstání potlačil až oddíl střelců.

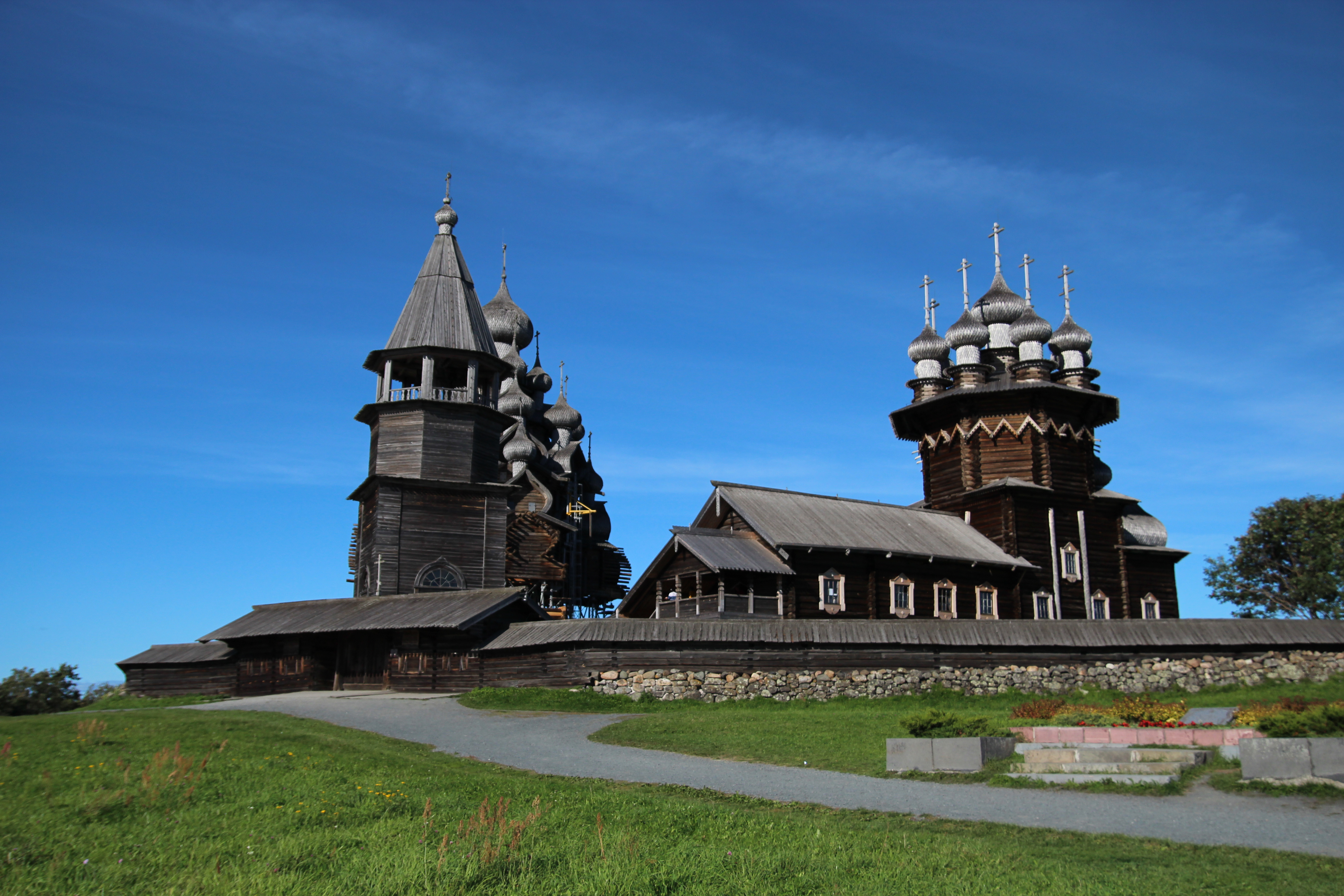
Kižský pogost z pohledu od brány

K největšímu povstání nevolníků došlo v letech 1769-1771. Velitelé vzpoury Kliment Alexejevič Sobolev, Semjon Kostin a Andrej Salnikov byli potrestáni zbičováním, uříznutím nosu, vypálením znamení a doživotními nucenými pracemi na Sibiři. Desítky nevolníků byly odvlečeny na nucené práce či do armády nebo jim byly uděleny tělesné tresty.
Na začátku 20. století začal být mezi ruskými umělci a architekty populární sever a jeho památky, velmi často proto navštěvovali právě ostrov Kiži. Významný ruský umělec a ilustrátor Ivan Biblin napsal: „…nikde jsem neviděl takový rozmach tvůrčí fantazie jako na Kiži. Co to bylo za architekta, který postavil takové kostely!“
Postupně se Kiži stávalo známým v celém Ruském impériu. Vydávaly se pohledy s obrázky Kižského pogostu, roku 1911 si dokonce sám car Mikuláš II. zakoupil obraz od malíře Šluglejta „Na dalekém Severu“, zachycující právě Kižský pogost.
2. října 1945 bylo z rozhodnutí vedení Karelo-finské SSSR území Kižského pogostu vyhlášeno státní přírodní rezervací.
1. ledna 1966 bylo potom na základě architektonického komplexu Kižského pogostu zřízeno Státní historicko-architektonické muzeum Kiži. Stávající stavby byly doplněny o desítky kapliček, domů i hospodářských stavení, které sem byly převezeny z celé Karélie.
Roku 1990 byl Kižský pogost zařazen na seznam světového dědictví UNESCO (pouze samotný pogost, nikoli ostatní objekty skanzenu). Výnosem prezidenta Jelcina byl potom celý skanzen zanesen do Státního seznamu zvláště cenných objektů kulturního dědictví národů Ruské federace.

## Příčiny zápisu na seznam UNESCO
Architektonický komplex Kižského pogostu naplňuje následující kritéria světového dědictví UNESCO:
- Kritérium I: Architektonický komplex Kižskho pogostu je skutečně unikátním uměleckým výtvorem. Jeho jedinečnost nespočívá pouze v seskupení dvou kostelíků s mnoha věžičkami a zvonice za jednou ohradou, ale i v harmonickém propojení dřevěných staveb s okolní krajinou.
- Kritérium IV: Kižský pogost je příkladem architektonického komplexu, typického pro řídce osídlené oblasti severovýchodního Ruska, postaveného ve středověkých a post-středověkých pravoslavných osadách, kde se duchovní museli vypořádávat s problémem rozptýleného obyvatelstva a surovým klimatem. Pogost sjednocoval církevní stavby, které se během let mohly užívat i k jiným účelům, například chrám mohl sloužit jako jídelna nebo společenská místnost. Analogickým typem stavby jsou skandinávské stavkirke.
- Kritérium V: Pogost a budovy, které byly koncentrovány v jižní části ostrova coby skanzen, jsou výjimečnými příklady tradiční dřevěné architektury Karélie a celého ruského severu a finsko-skandinávského regionu. Ruští tesaři zde dosáhli vrcholu svého umění. Nezvratné společenské změny však vedou k tomu, že se toto tradiční umění vytrácí. Je proto absolutně nutné, aby byly takovéto komplexy jako Kižský pogost chráněny coby doklady historických technologií a dávného způsobu života.

## Památky

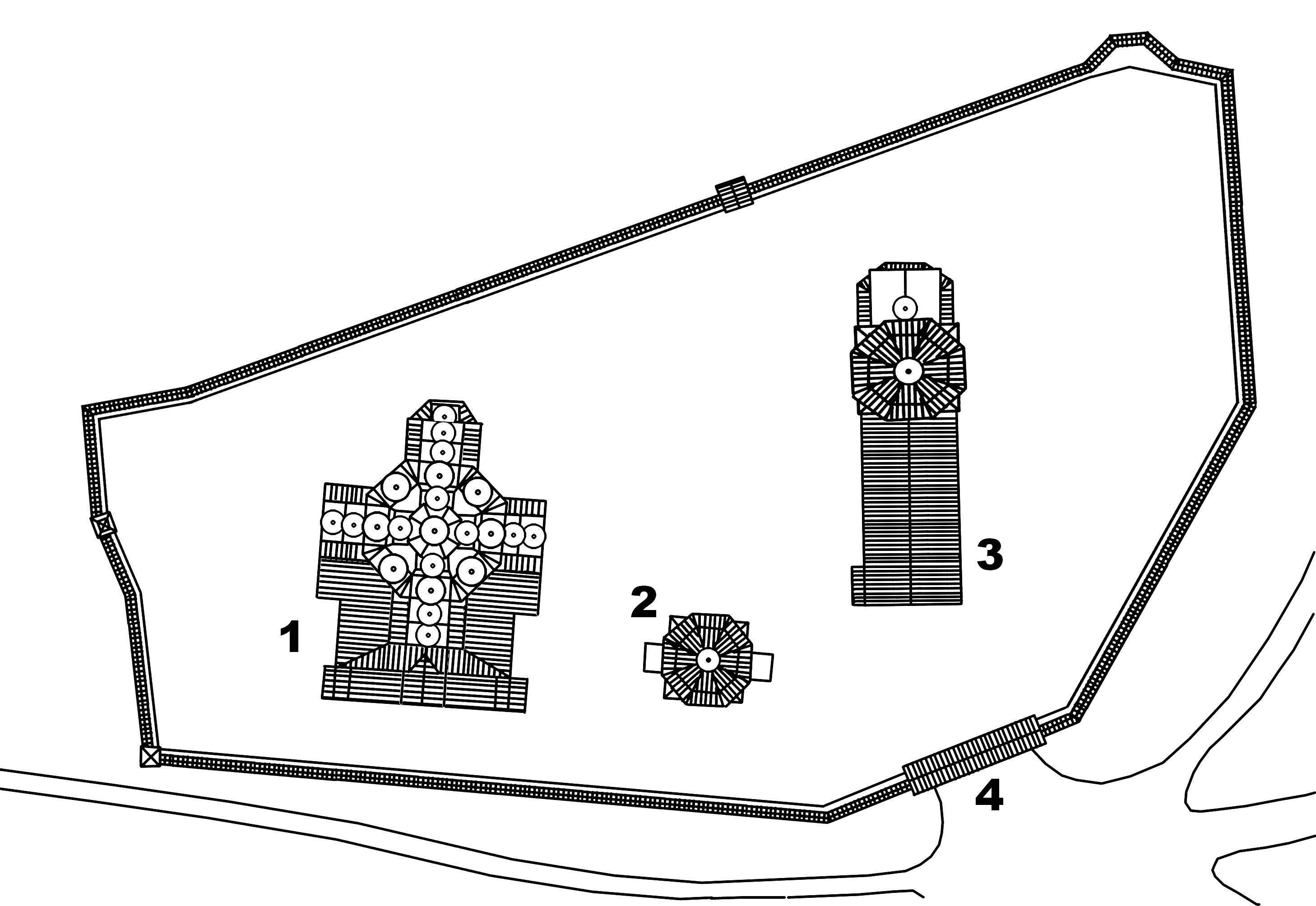
Plán Kižského pogostu:
1) Chrám proměnění Páně
2) Zvonice
3) Chrám pokrovu Bohorodice
4) Dřevěná ohrada

Samotný Kižský pogost se skládá z následujících čtyř památek:

### Chrám proměnění Páně
Nejznámější budova celého komplexu, vysoká 37 metrů, dekorovaná 22 věžičkami. Postavena byla roku 1714 na místě staršího kostelíka, který shořel po úderu blesku.
Podle jedné z legend byl vystavěn pomocí jediné sekyry (bez hřebíků) tesařem Nestorem. Po dokončení svého díla měl tesař hodit sekyru do jezera, aby nikdo jiný nemohl zhotovit takovou impozantní stavbu.
Ve skutečnosti jména stavitelů neznáme. Základ stavby je však skutečně zhotoven v souladu s tradičním ruským tesařstvím bez použití jediného hřebíku. Ty byly použity pouze v kupolích.
Jedná se o letní chrám, který nedisponuje vytápěním, v zimě se v něm tak bohoslužby nekonaly. Základem stavby je osmihranný srub. Oltářní přístavba na východní straně má formu pětiúhelníku. K hlavní části chrámu přimykají ještě tři další přístavky, z nichž jeden sloužil jako jídelna. Ikonostas vzniknul nejspíše někdy v 2. polovině 18. století a obsahuje 102 ikon různého stáří.
Budova nemá základy, je umístěna pouze na kamenný podklad. Základním použitým materiálem je borovicové dřevo. Na střechy byla použita borovice a jedle, věžičky jsou pokryty dřevem osiky.
Na začátku 19. století byla stavba obložena fošnami a věže zakryty plechem. Současnou podobu chrám získal během restaurátorských prací v 50. letech 20. století.

### Chrám pokrovu Bohorodice

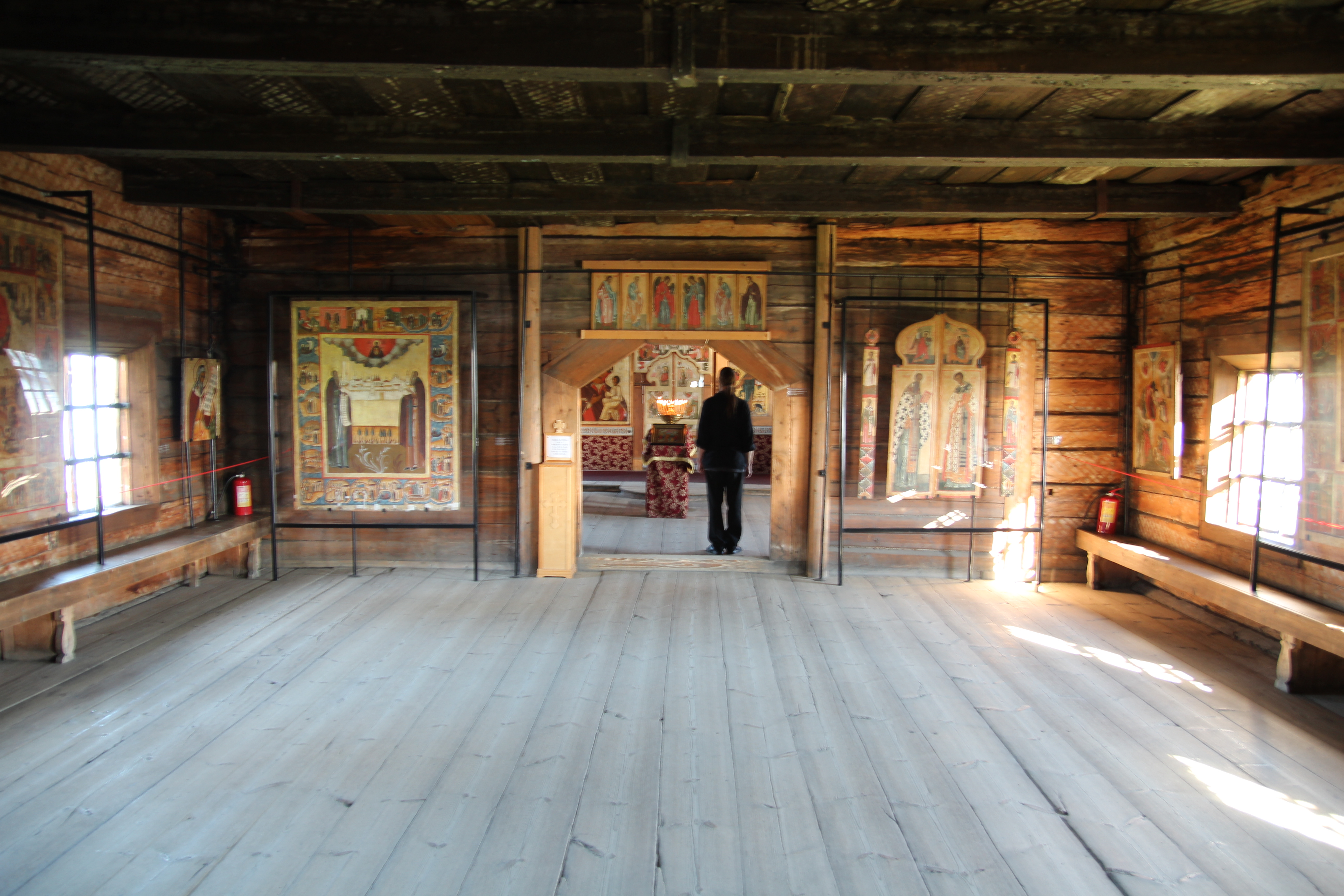
Interiér Chrámu pokrovu Bohorodice

Tento chrám vyrostl taktéž na místě staršího vyhořelého kostelíka, a sice roku 1764. Jedná se o zimní chrám - bohoslužby se zde slouží od 1. října do Velikonoc. Vysoký je 27 m, dlouhý 32 m a široký 8,7 m.
Neznámému tesaři se podařilo vytvořit nový chrám tak, aby perfektně doplňoval chrám stávající. Osm věžiček obkružuje devátou centrální, aniž by se snažily zastínit krásu staršího souseda.
Samotná stavba se seskládá ze čtyř částí, které jsou postaveny za sebou ve směru ze západu na východ: Prvně síň, potom jídelna, chrám (nejvyšší část stavby) a oltářní přístavek.
Jídelna byla běžnou částí církevních staveb v Rusku, kde plnila hlavně v zimním období funkci společenského sálu vesnice. Zde se probíraly obecní záležitosti, probíhaly zde soudy, četly se carské nebo knížecí výnosy, volili zástupci a podobně.
Chrám prošel stavebními úpravami ve 2. polovině 19. století (byl např. odstraněn starý oltář a nahrazen novým), současnou podobu získal v 50. letech 20. století, kdy byl zrestaurován do předpokládané původní podoby.

### Zvonice
Zvonice byla vystavěna roku 1863 na místě staré, která byla rok před tím stržena kvůli své "vetchosti". Roku 1874 byla přestavěna a zpevněna její vrchní část.
Uvnitř čtvercové stavby se nachází předsíň, schodiště a komora. Kompozice stavby zcela odpovídá tradicím, jedná se o osmiúhelník umístěný na čtvercovém základu, který zastřešuje věž nesená devíti sloupy. Zhotovena je z borovice a smrku.

### Dřevěná ohrada
Původní dřevěná ohrada pogostu se nedochovala, v současnosti je zde k vidění ohrada z roku 1959, která byla postavena na základě ohrad dochovaných v jiných severských pogostech.

## Galerie

### Kižský pogost

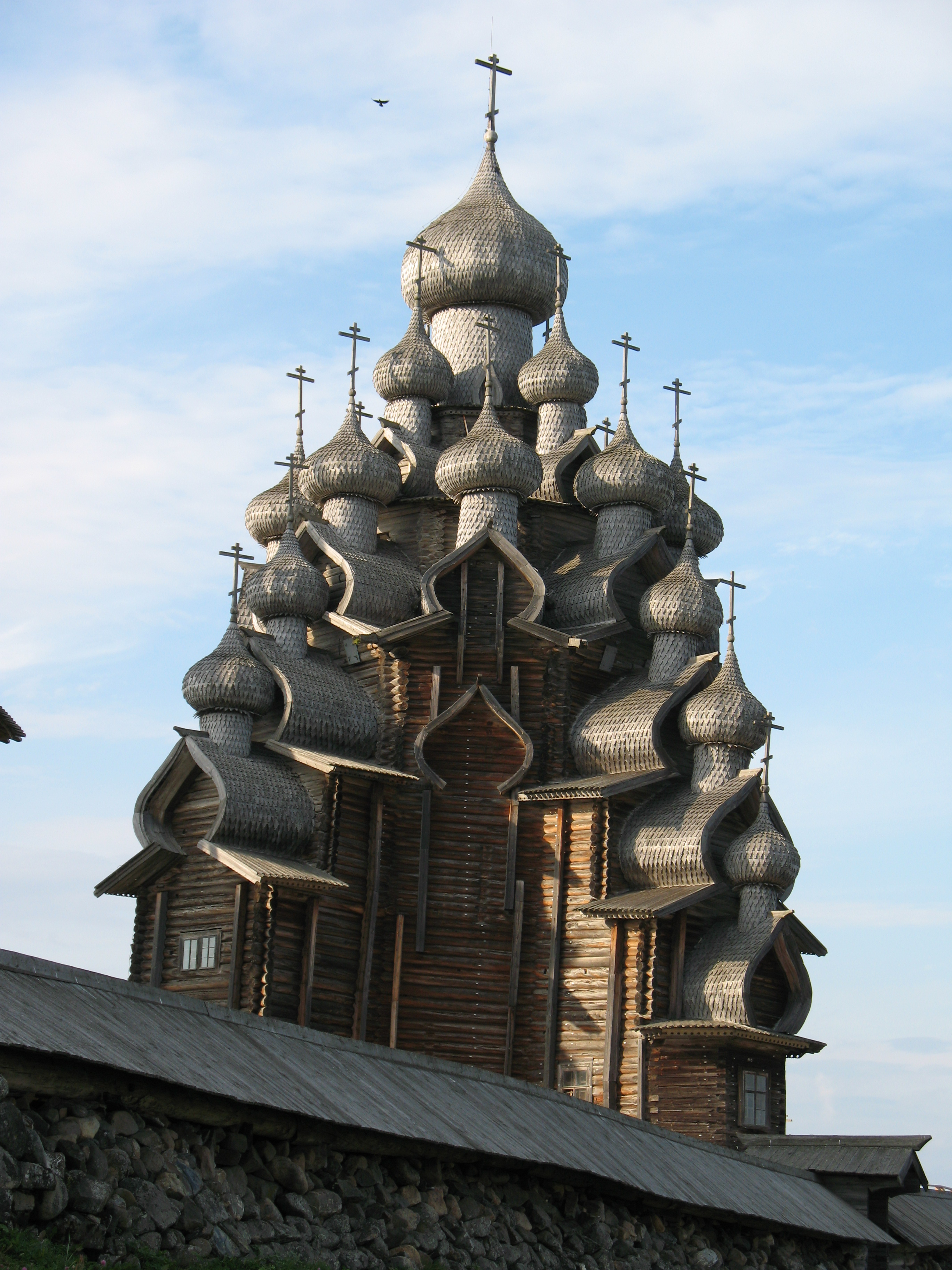
Chrám proměnění Páně
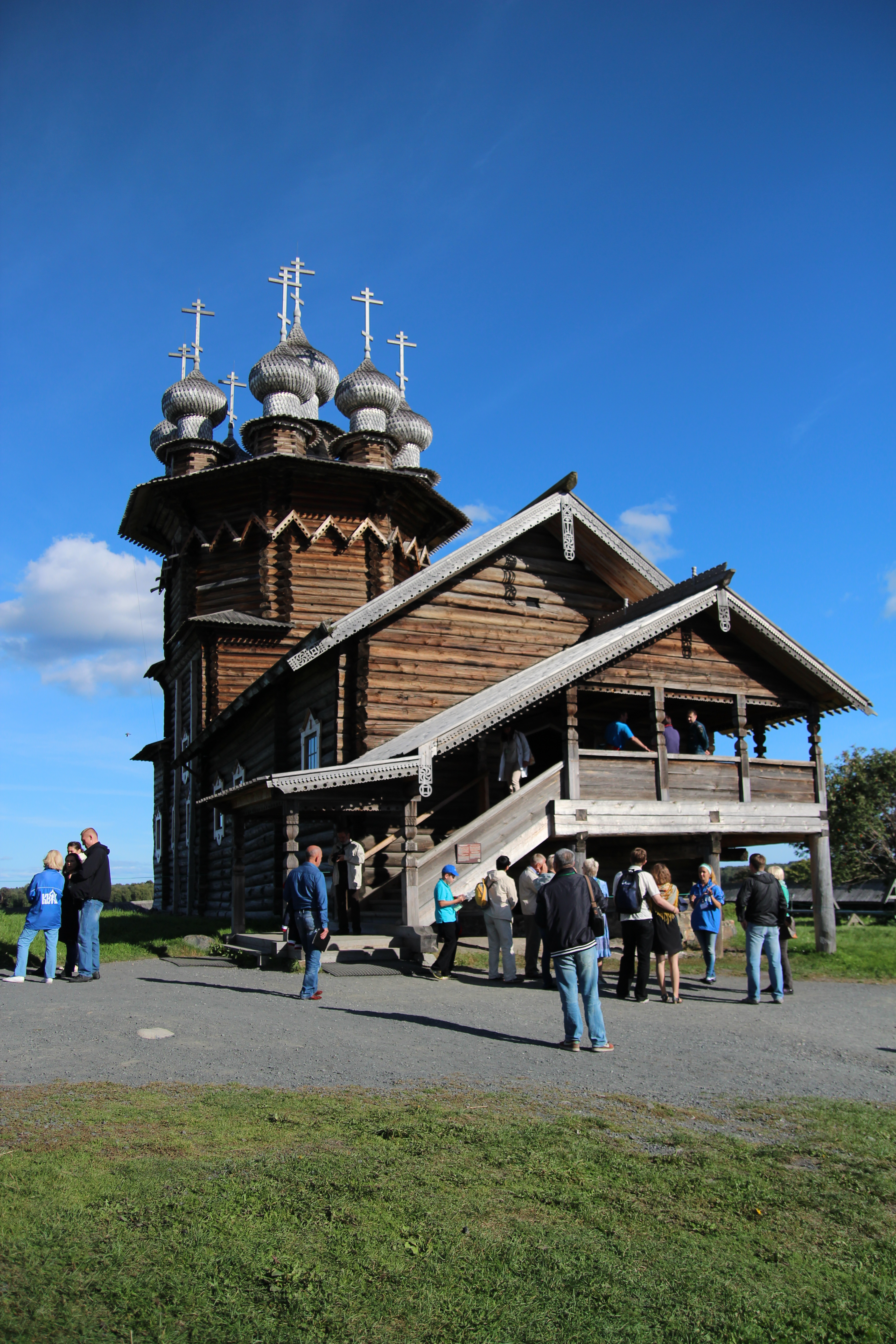
Chrám pokrovu Bohorodice
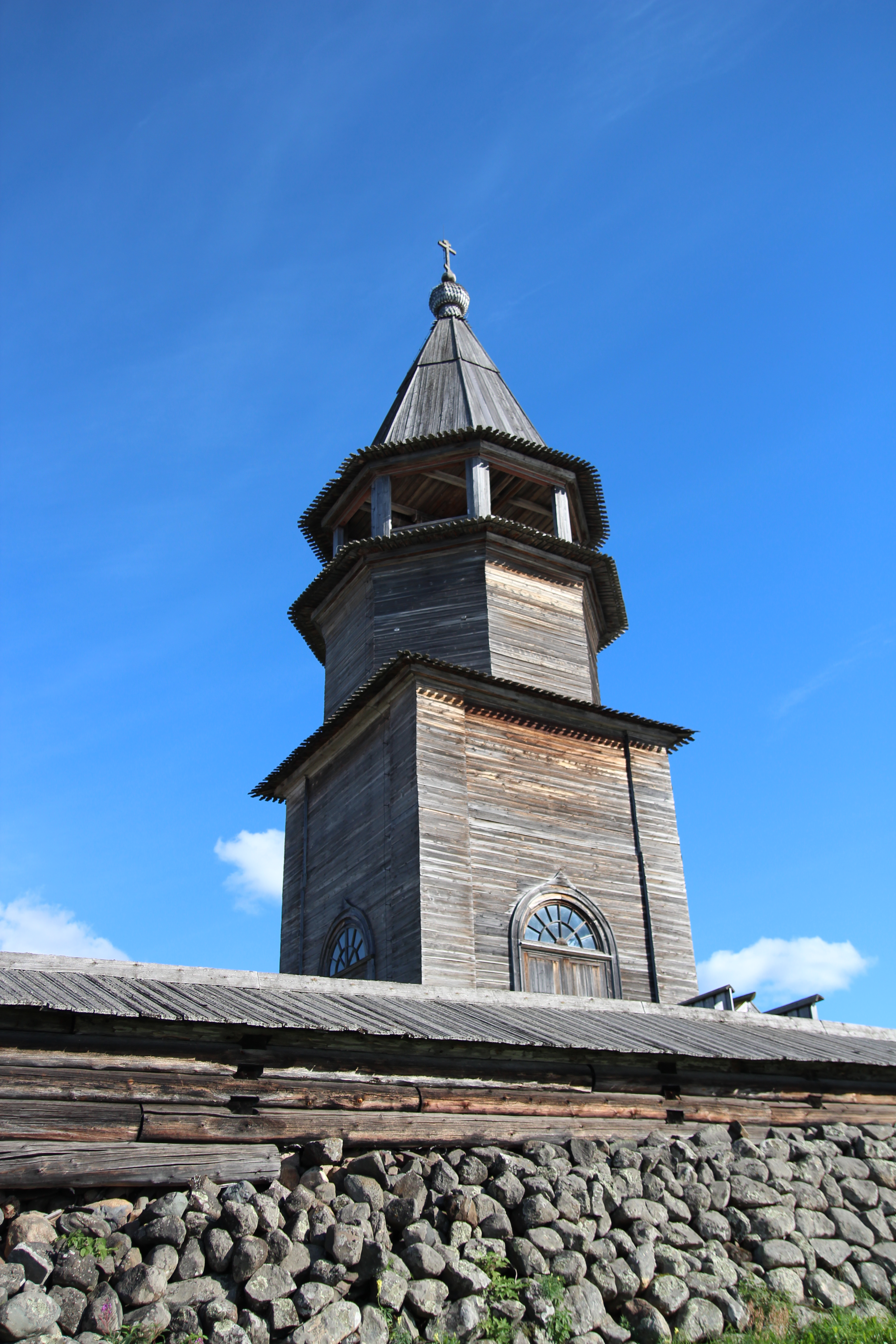
Zvonice
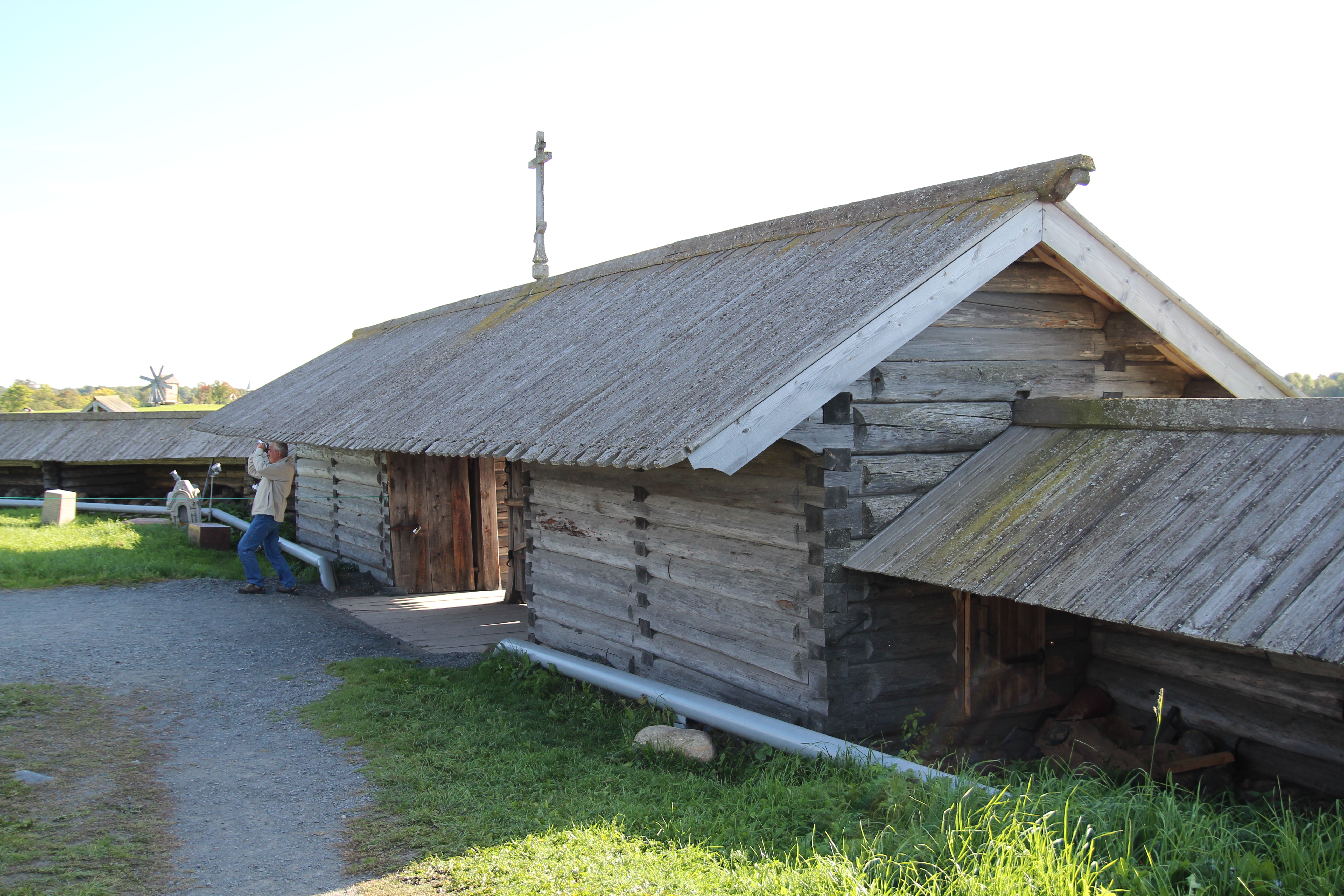
Brána do pogostu
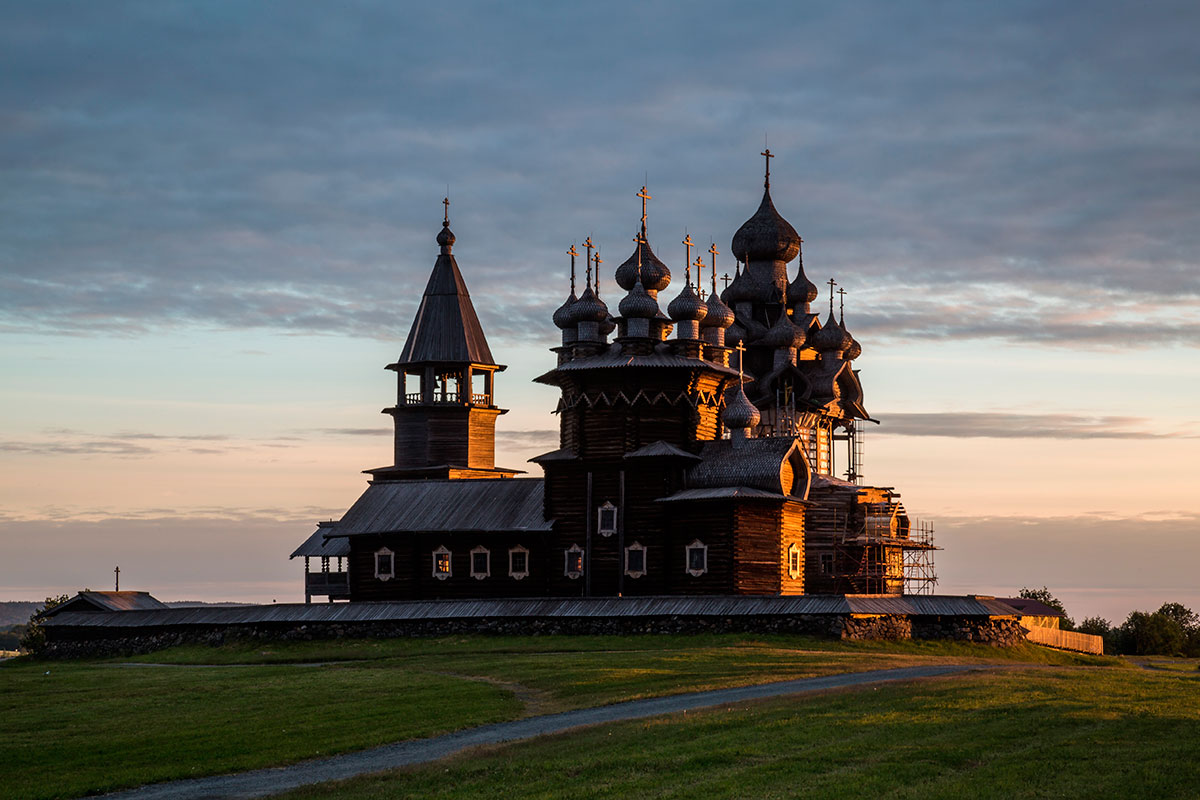
Celkový pohled na pogost
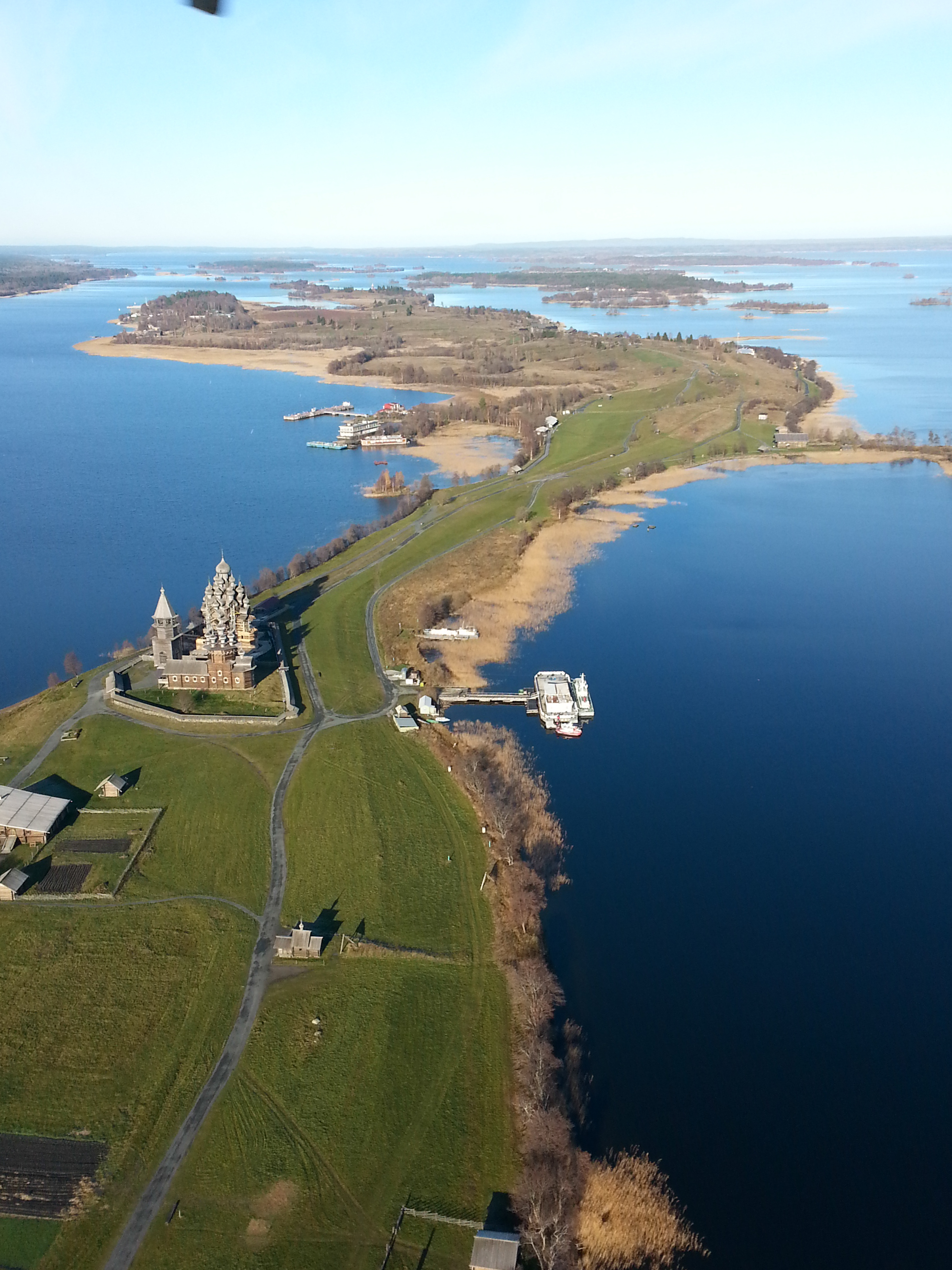
Letecký snímek ostrova Kiži

### Objekty přilehlého skanzenu

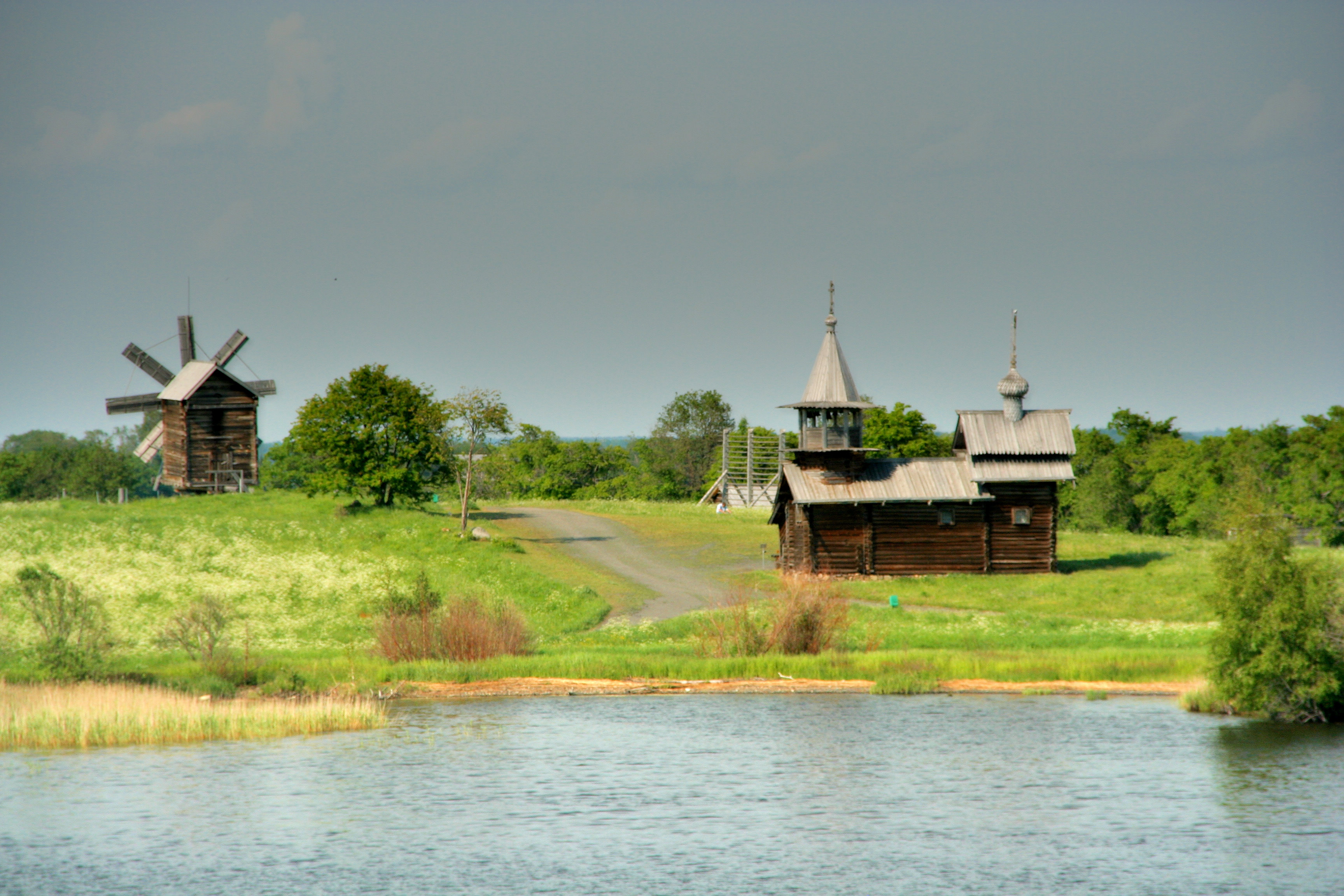
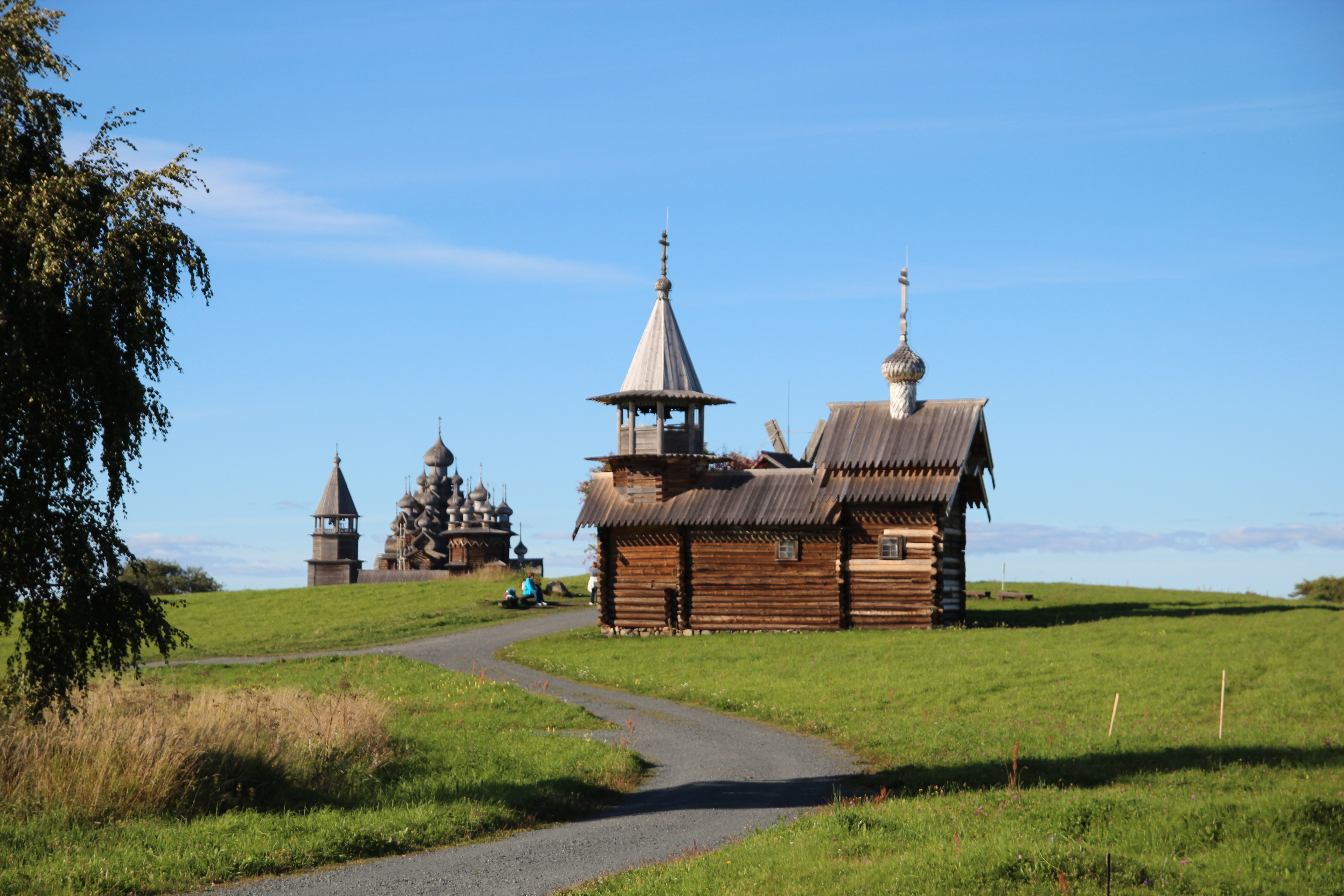
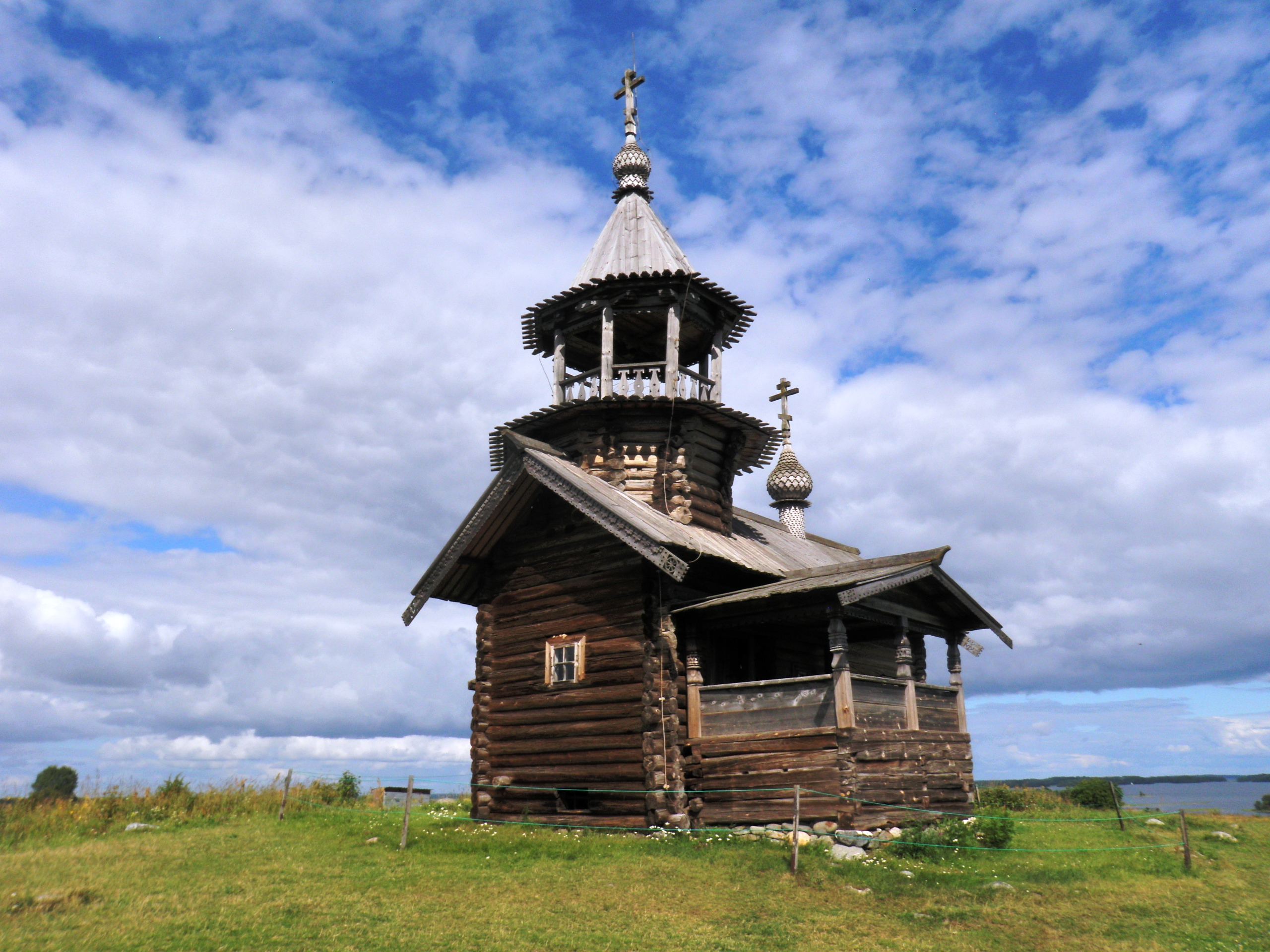
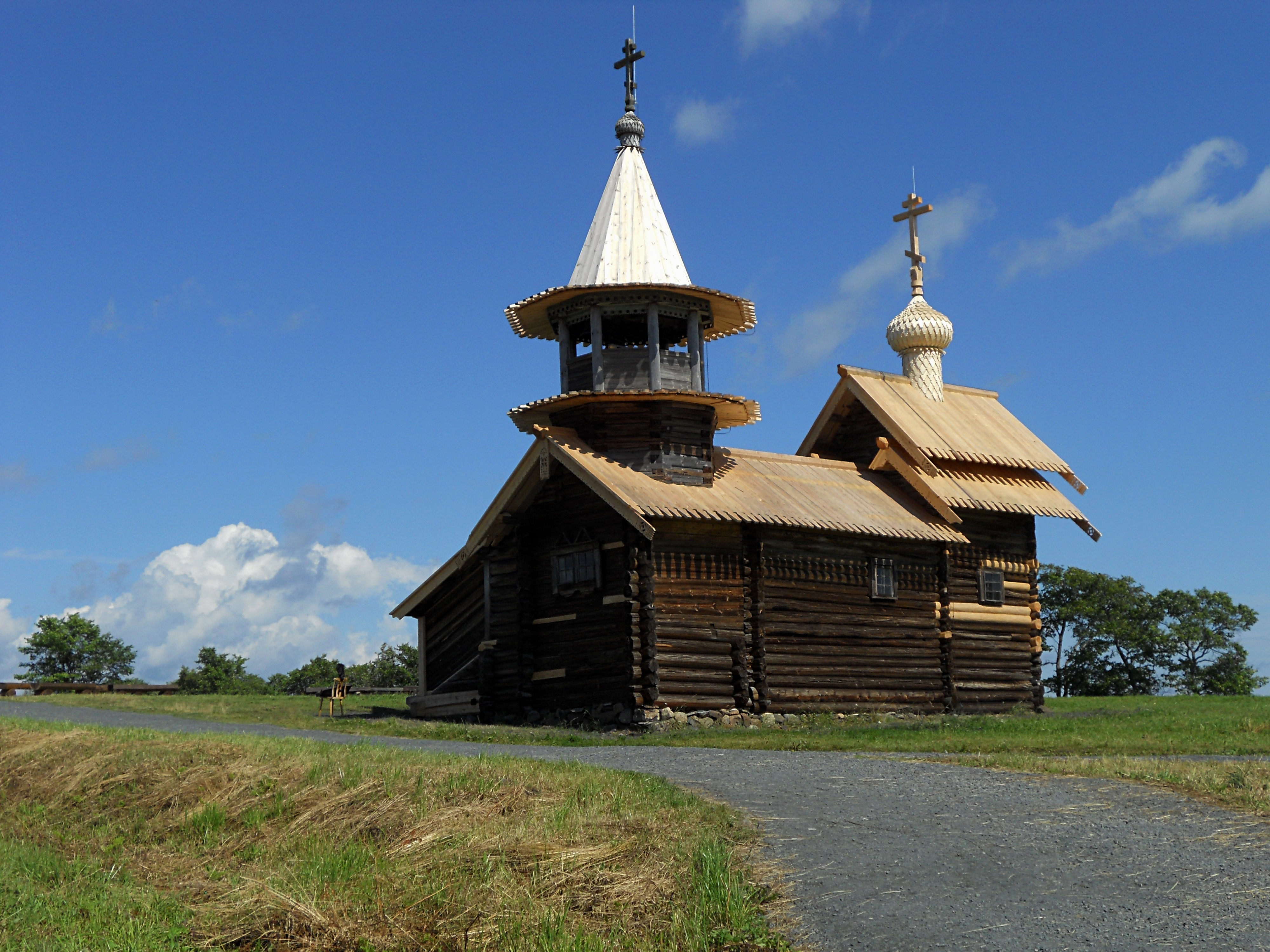
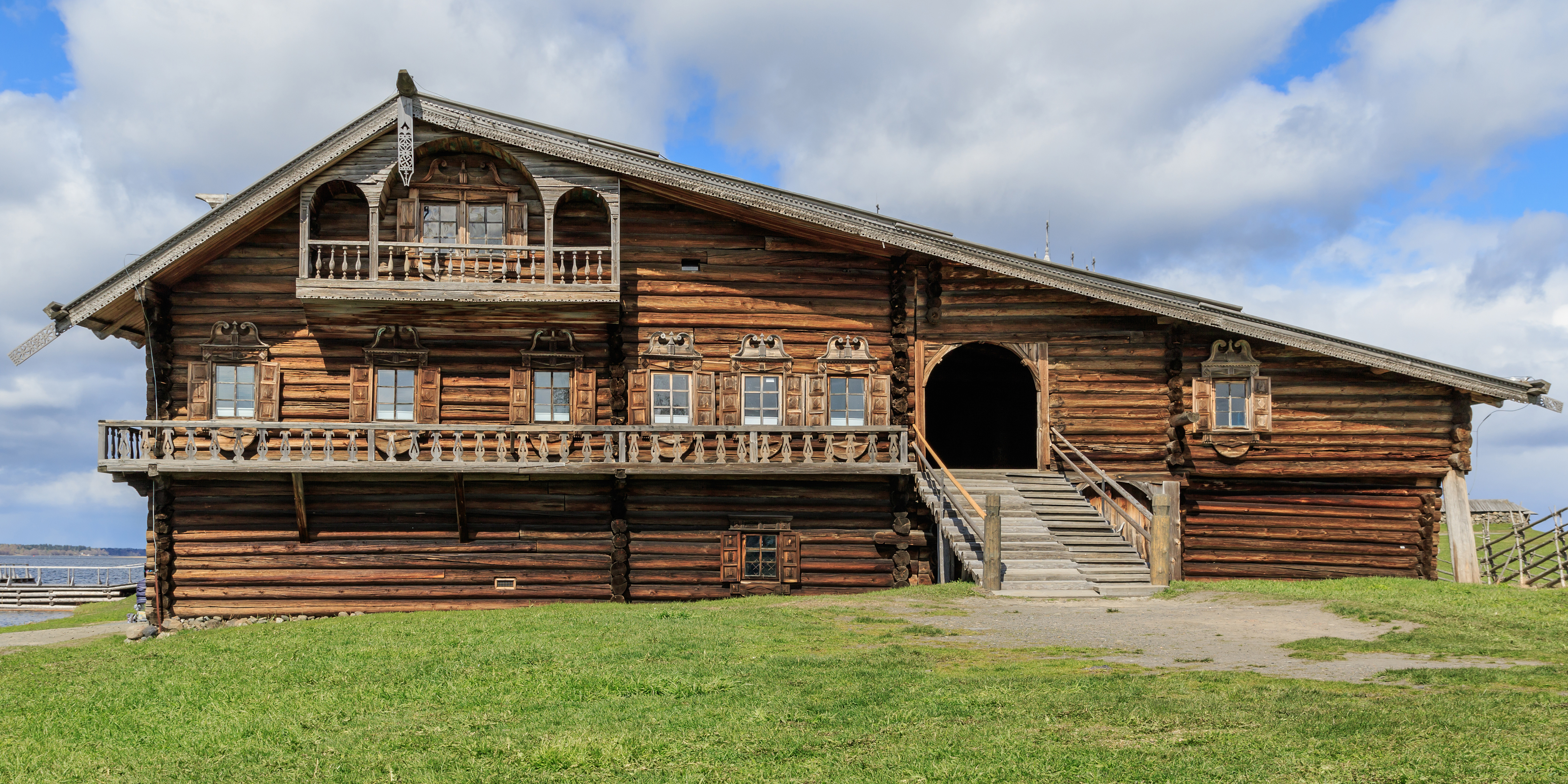
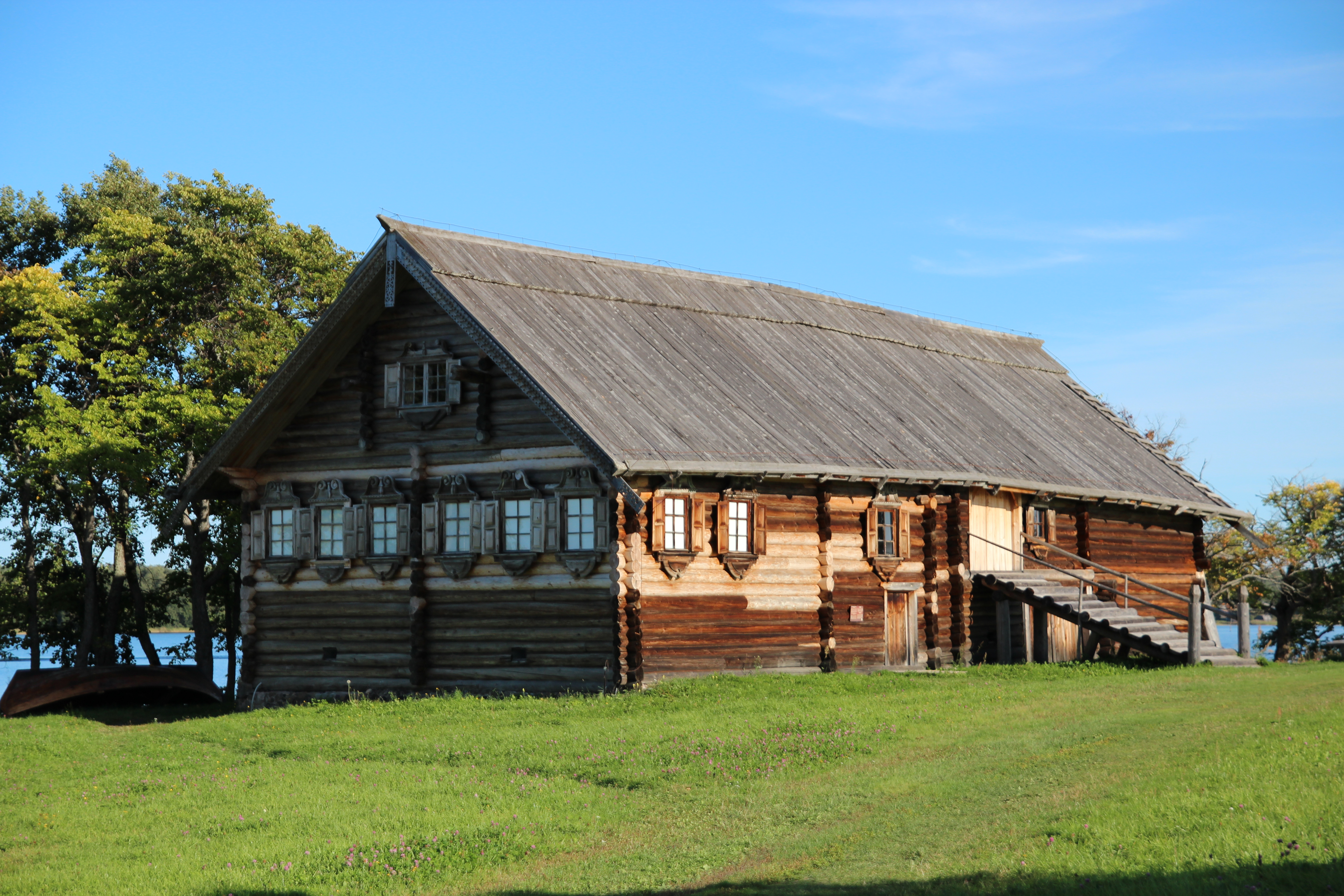
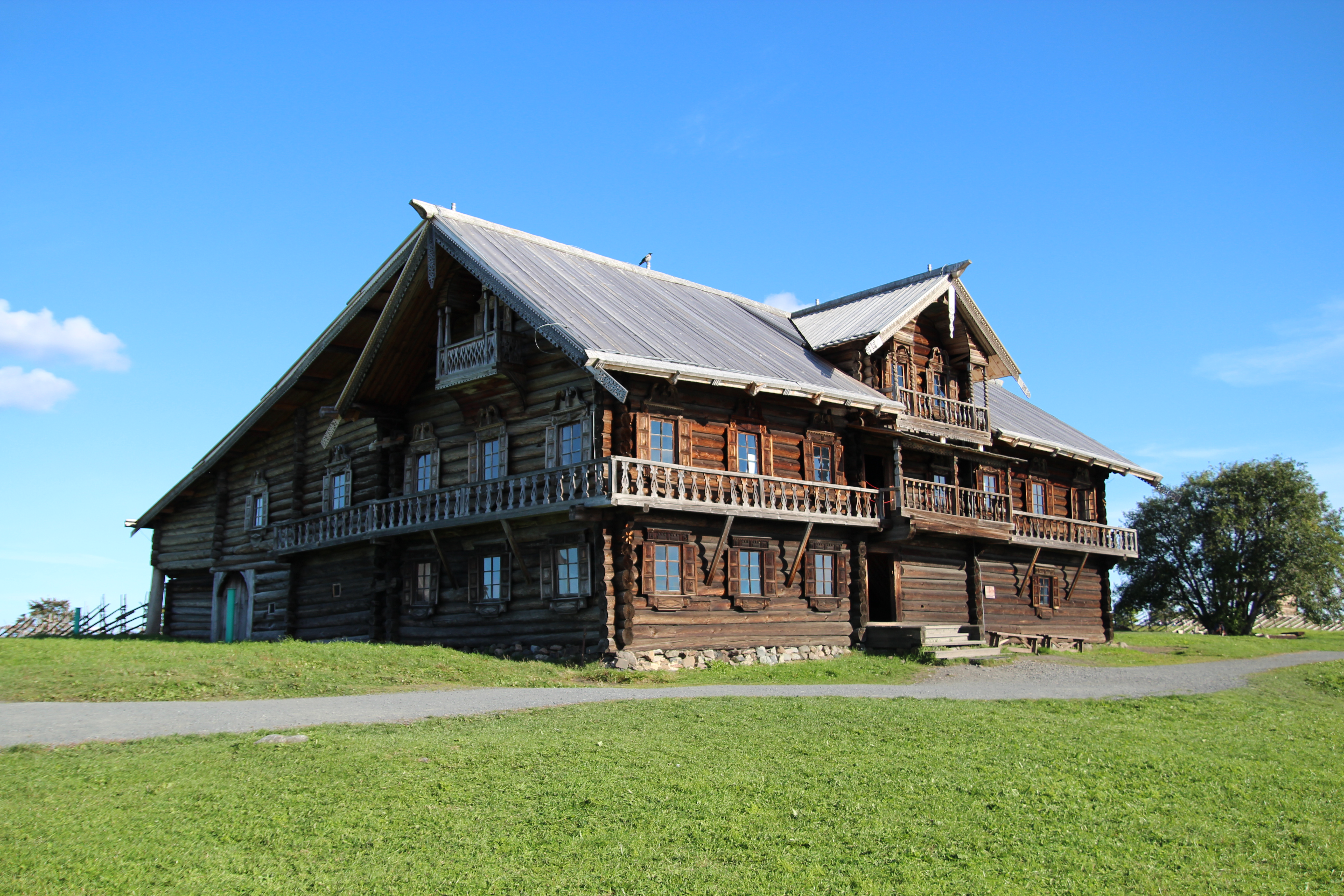